# Robert C. Cooper
Robert C. Copper es un escritor y productor canadiense. Anteriormente fue un productor ejecutivo de Stargate SG-1 hasta la conclusión de la serie, y actualmente sostiene el mismo cargo en el spin-off Stargate Atlantis. También cocreó Atlantis.
Cooper ha escrito muchos episodios de Stargate SG-1 y Atlantis, muchos de los cuales, curiosamente, terminaron en las listas de episodios favoritos.
Cooper fue el responsable de crear mucho del universo de Stargate. Cooper creó a los Antiguos, la raza que construyó los Stargates. También desarrolló la idea de la Alianza de las Cuatro Razas, dos de las razas fueron inventadas por otros escritores (los Nox y los Asgard fueron creados por Hart Hanson y Katharyn Powers, respectivamente).
De acuerdo con Stargate SG-1: The Essential Scripts, las ideas de Cooper sobre la historia del universo Stargate son propias; él no trabajó sobre la base de ideas de una biblia de la serie.
Cooper se convirtió en un coproductor ejecutivo en la 4ª temporada, y un completo productor ejecutivo en la temporada 5. Hizo un cameo en el episodio de la quinta temporada Wormhole X-Treme!, en el cual fue un escritor del staff que dice que vuelvan a trabajar.
En el episodio premiere de la 10.ª temporada la hija de Cooper, Emma, interpretó a Adria de 4 años. Más adelante, en la misma temporada de Stargate SG-1, en algunas escenas del episodio "Talion" su hija mayor, Megan Elizabeth Cooper, interpretó a una niña, Jaffa.

## Créditos de escritor

### Stargate SG-1
- The First Commandment
- The Torment of Tantalus
- Singularity
- There But For The Grace of God
- In The Line of Duty
- Need
- Bane
- The Fifth Race
- Fair Game
- Deadman Switch
- Point of View
- The Devil You Know
- Maternal Instinct
- Nemesis
- Small Victories
- Upgrades (no acreditado)
- Watergate
- Absolute Power
- Double Jeopardy
- Enemies
- Ascension
- 48 Hours
- Last Stand
- Meridian
- Redemption (Partes 1 & 2)
- Frozen
- Unnatural Selection
- Paradise Lost
- Full Circle
- Fallen
- Chimera
- Heroes (Partes 1 & 2)
- Lost City (Partes 1 & 2)
- New Order (Parte 2)
- Zero Hour
- Citizen Joe
- Threads
- Moebius (Partes 1 & 2)
- Avalon (Partes 1 & 2)
- Origin
- Ethon
- Crusade (también director)
- Flesh and Blood
- 200
- The Shroud
- Unending (también director)

### Stargate Atlantis
- Rising
- Hide and Seek
- The Gift
- Runner
- Conversion
- Sateda (también director)
- Doppelganger (también director)
- Vegas (también director)

### Stargate Universe
- Air (Partes 1, 2 y 3) (con Brad Wright)
- Time

### Películas
- Stargate: The Ark of Truth (también director)
- La mejor actriz

## Galardones
- 2007 - The Constellation Awards, Best Overall 2006 Science Fiction Film or Television Script por el episodio 200 de Stargate SG-1.